# Faraba (Mankono)
Pour les articles homonymes, voir Faraba.
Faraba est une localité du centre de la Côte d'Ivoire, et appartenant au département de Mankono, Région du Worodougou. La localité de Faraba est un chef-lieu de commune.